# Sempere
|  | Per a altres significats, vegeu «Sempere (desambiguació)». |

Sempere, és un municipi del País Valencià a la comarca de la Vall d'Albaida.

## Geografia
Està situat al marge esquerre del riu Albaida i a la vora de l'embassament de Bellús. No hi ha diferències destacables en quant al relleu en el seu terme municipal, excepte el propi riu Albaida que se situa a la part oriental del mateix.
El terme municipal de Sempere limita amb les localitats d'Alfarrasí, Bellús, Benigànim, Benissuera, Guadasséquies, Otos i la Pobla del Duc, totes de la Vall d'Albaida. El clima és de tipus mediterrani. Des de València, s'arriba a esta localitat a través de l'A-7, enllaçant amb l'N-340 i, finalment, la CV-613.

## Història
El seu origen es troba, segurament, en l'alqueria que, després de la conquesta cristiana, passà a mans de Núñez Núñez. Va destacar en dates passades per la terrissa que s'hi feia.
D'acord amb el cens de 1609, any de l'expulsió dels moriscos, es registraven 24 cases. Prop de dos segles més tard, el 1794, es registraven 200 habitants. Tot i que l'agricultura sempre va ser i és el sector econòmic hegemònic, al segle xix hi va haver una gran fàbrica d'aiguardent.

## Alcaldia
Des de 2019 l'alcaldessa de Sempere és Maria Dolors Ortolà Esparza del Partit Socialista del País Valencià (PSPV-PSOE).
| Període                       | Alcalde o alcaldessa        | Partit polític | Data de possessió | Observacions |
| ----------------------------- | --------------------------- | -------------- | ----------------- | ------------ |
| 1979–1983                     | Emilio Ortolà Vidal         | CIA            | 19/04/1979        | --           |
| 1983–1987                     | Emilio Ortolà Vidal         | PSPV-PSOE      | 28/05/1983        | --           |
| 1987–1991                     | Emilio Ortolà Vidal         | PSPV-PSOE      | 30/06/1987        | --           |
| 1991–1995                     | Emilio Ortolà Vidal         | PSPV-PSOE      | 15/06/1991        | --           |
| 1995–1999                     | Emilio Ortolà Vidal         | PSPV-PSOE      | 17/06/1995        | --           |
| 1999–2003                     | Miguel Juan Vidal           | PSPV-PSOE      | 03/07/1999        | --           |
| 2003–2007                     | Miguel Juan Vidal           | PSPV-PSOE      | 14/06/2003        | --           |
| 2007–2011                     | Miguel Juan Vidal           | PSPV-PSOE      | 16/06/2007        | --           |
| 2011–2015                     | Miguel Juan Vidal           | PSPV-PSOE      | 11/06/2011        | --           |
| 2015–2019                     | Miguel Juan Vidal           | PSPV-PSOE      | 13/06/2015        | --           |
| 2019-2023                     | Maria Dolors Ortolà Esparza | PSPV-PSOE      | 15/06/2019        | --           |
| Des de 2023                   | n/d                         | n/d            | 17/06/2023        | --           |
| Fonts: Generalitat Valenciana |                             |                |                   |              |

## Demografia
| 1990 | 1992 | 1994 | 1996 | 1998 | 2000 | 2002 | 2004 | 2006 | 2008 | 2010 | 2021 |
| ---- | ---- | ---- | ---- | ---- | ---- | ---- | ---- | ---- | ---- | ---- | ---- |
| 50   | 45   | 40   | 38   | 31   | 39   | 38   | 34   | 35   | 38   | 36   | 26   |

## Economia
La seua economia se centra fonamentalment en l'agricultura, bàsicament la vinya. En secà es cultiva la vinya, els fruiters i cereals. En regadiu hi ha hortalisses, dacsa i fruiters. No té indústria destacable.

## Monuments
- Església parroquial de Sant Pere. Va ser reedificada en 1794 sobre la original de 1541. Està dedicada a Sant Pere apòstol, qui dona nom al poble.
- Ermita del Santíssim Crist de la Gràcia.

## Festes locals
- Sant Blai. Festes Patronals, es celebren al fi de setmana més proper al 3 de febrer, amb el tracidional esmorçar de arreplegar llenya, la setmana anterior i amb la planta de la foguera i encesa, el dissabte i diumenge, missa i processó al sant Patro
- A l'Octubre, festa al Santíssim Crist de Gràcia, amb missa, processó i dinar de germanor